# Людський фактор (фільм)
«Людський фактор» — радянський художній фільм-кримінальна драма 1984 року, знятий режисером Сергієм Шутовим на кіностудії «Казахфільм».

## Сюжет
Юна і принципова Дарія Каратаєва, економіст швейної фабрики, ставши свідком великих фінансових порушень, вступає в непримиренну боротьбу з керівництвом. Намагаючись направити слідство по хибному сліду, злочинці влаштовують підпал товарного вагона на залізничній станції. Жертвуючи собою, Дарія запобігає пожежі.

## У ролях
| Актор               | Роль                               |
| ------------------- | ---------------------------------- |
| Гульнара Дусматова  | Дарія Каратаєва                    |
| Аман Камчібеков     | Алік                               |
| Досхан Жолжаксинов  | Ніязов                             |
| Нуржуман Іхтимбаєв  | Калдіяров                          |
| Микола Скоробогатов | Владислав Миронович Никифоров      |
| Віктор Шульгін      | бухгалтер Михайло Степанович Нюкін |
| Римма Маркова       | Зінаїда Матвіївна                  |
| Федір Одиноков      | бригадир                           |

## Знімальна група
- Режисер — Сергій Шутов
- Сценаристи — Єркен Абішев, Олександр Іванов
- Оператор — Абільтай Кастєєв
- Композитор — Тлес Кажгалієв
- Художник — Олександр Деріганов